# Orquesta de Cadaqués
La Orquesta de Cadaqués es una orquesta ligada a Cadaqués, Gerona, Cataluña, España.

## Fundación
La Orquesta de Cadaqués se formó a partir de un grupo de jóvenes músicos españoles y de otros países de Europa que tenían como objetivos trabajar con los compositores contemporáneos vivos, recuperar un legado de música española e impulsar la carrera de solistas, compositores y directores emergentes.  
Directores como Sir Neville Marriner, Gennady Rozhdestvensky o Philippe Entremont apadrinaron el proyecto y se convirtieron en principales invitados, como también lo hicieron Alicia de Larrocha, Victoria de los Ángeles, Teresa Berganza, Paco de Lucía o Ainhoa Arteta.

## Trayectoria
Gianandrea Noseda, primer premio del concurso en 1994, es desde 1998 el director titular y principal de la Orquesta de Cadaqués. En el ámbito internacional ha realizado diversas giras. En los países asiáticos el año 2002 fue protagonista de la gira Toyota Classics, en el 2006 actuó en las principales ciudades de Japón. En el 2005 debutó en Estados Unidos y en el Festival de Música de Santo Domingo, y en noviembre del 2007 realizó una segunda gira Toyota Classics por el sudeste asiático.
A fin de promover y difundir la música contemporánea, la Orquesta de Cadaqués creó el Ensemble Orquesta de Cadaqués y la figura del compositor residente. En estos veinticinco años se han estrenado obras de Xavier Montsalvatge, Jesús Rueda, Hèctor Parra, Jesús Torres, Luis de Pablo o Joan Guinjoan, entre otros. Por otro lado, la Orquesta de Cadaqués, en colaboración con el sello Tritó, ha producido una colección de cuentos musicales dedicados al público infantil titulada: : «Solfa la redonda», cuyo intérprete es, precisamente, el Ensemble de la Orquesta de Cadaqués. Entre las obras interpretadas están Liliana de Salvador Brotons, Siete fábulas de La Fontaine de Xavier Benguerel, Historia de Babar de Francis Poulenc, Pedro y el lobo de Serguéi Prokófiev, Viaje a la luna de Xavier Montsalvatge, Historia de amor entre una flauta y un bombo de Manuel García Morante o El soldadito de plomo de Emilio Aragón.
La Orquesta de Cadaqués ha hecho diversas grabaciones de la mano de sus directores principales, Sir Neville Marriner, Gianandrea Noseda y Jaime Martín, editadas por los sellos discográficos Tritó y Philips. La Orquesta de Cadaqués, tiene un tamaño medio, de una cuarentena de músicos, con 24 de cuerda. Es un formato difícil que sólo funciona si hay mucho virtuosismo en los atriles. El resultado es una orquesta dúctil y flexible que reacciona muy bien a indicaciones de los directores, sobre todo si conocen la orquesta o están ligados a ella por lazos personales como los ganadores del Concurso de Cadaqués.
Asimismo, la orquesta ha estado implicada desde sus inicios en proyectos pedagógicos con orquestas de jóvenes, como el que actualmente lleva a cabo con la Joven Orquesta de las Comarcas de Gerona. 
La Orquesta de Cadaqués funciona como una entidad privada y cuenta con el apoyo del Inaem-Ministerio de Cultura del Gobierno de España y del Departamento de Cultura de la Generalidad de Cataluña en sus giras.
En febrero de 2011, la orquesta anunció el nombramiento de Jaime Martín, miembro fundador y flautista en la orquesta, como codirector, junto con Noseda.
En noviembre de 2019, tras finalizar los conciertos previstos, esta formación musical anunció que se tomaba un periodo de descanso y reflexión. Lo cierto es que las dificultades económicas y el deseo de retirarse del director artístico, Llorenc Caballero, que lo era desde 1990, llevó a esta decisión de parada que puede ser definitiva.

## Principales directores
- Gianandrea Noseda (1994–presente)
- Jaime Martin (2011–presente)